# Protrudomyces lateralis
Protrudomyces lateralis är en svampart som först beskrevs av Alexander Karl Heinrich Braun, och fick sitt nu gällande namn av Letcher 2008. Protrudomyces lateralis ingår i släktet Protrudomyces och familjen Protrudomycetaceae.   Inga underarter finns listade i Catalogue of Life.